# Branná (Třeboň)
Branná (německy Brannen) je vesnice, část města Třeboň v okrese Jindřichův Hradec v Jihočeském kraji. Leží pět kilometrů jižně od centra Třeboně směrem na Nové Hrady.

## Název
Název Branná je odvozen ze slova braně. To označovalo zábranu, která znemožňovala uniknout rybám z rybníka. V historických pramenech se název vesnice objevuje ve tvarech: Brana (1366), in Branna (1370) a in Branne (1374).

## Historie
První písemná zmínka o vesnici pochází z 23. září 1366. Později odváděli obyvatelé peníze třeboňskému klášteru. V okolí obce se v historii těžila železná ruda a traduje se, že se zde těžilo i stříbro.[zdroj?] Na místě těžby jsou rybníky Ruda a Jamský. Během třicetileté války byla vesnice zpustošena a z původních čtyřiceti obyvatel zde zůstal jen jeden. Branná trpěla i během napoleonských válek, neboť zde byli několikrát ubytováni francouzští vojáci.
Roku 1813 zde byla postavena malá škola a v roce 1884 zvětšena. Roku 1851 byla z financí obce postavena kaple Nanebevzetí Panny Marie. Roku 1897 bylo založeno SDH (Sbor dobrovolných hasičů obce Branná) Branná. Roku 1941 byla zakoupena stříkačka TATRA 17/31 (rok výroby 1928), která je chloubou obce dodnes. Poblíž kaple stojí pomník padlým z roku 1924 od sochaře Jana Kojana. Roku 1945 a 1968 se v obci zdržovali také vojáci Rudé armády (za Protektorátu také Hitlerjugend).

## Přírodní poměry
Branná stojí v katastrálním území Branná o rozloze 15,64 km², asi pět kilometrů jižně od Třeboně. V geomorfologickém členění Česka se většina území nachází v celku Třeboňská pánev, podcelku Lomnická pánev a okrsku Borkovická pánev, ale jihozápadní cíp patří do Českovelenické pánve. Podobně je území rozděleno i v Quittově klasifikaci podnebí, ve které většina leží v mírně teplé oblasti MT10, ale jihozápadní část spadá do mírně teplé oblasti MT5. Pro oblast MT10 jsou typické průměrné teploty −2 až −3 °C v lednu a 17–18 °C v červenci. Roční úhrn srážek dosahuje 600–650 milimetrů, počet letních dnů je 40–50, počet mrazových dnů se pohybuje mezi 110–130 a sněhová pokrývka zde leží 50–60 dnů v roce. Oblast MT5 je chladnější. V ní jsou lednové teploty −4 až −5 °C, červencové dosahují 16–17 °C a roční úhrn srážek je 600–750 milimetrů. Počet letních dnů je 30–40, mrazových dnů je 130–140 a sněhová pokrývka zde leží 60–100 dnů v roce.
Branná leží v nadmořské výšce 442 metrů v chráněné krajinné oblasti Třeboňsko a na území národní kulturní památky Rožmberská rybniční soustava. Na jihu vesnice sousedí s Jamským rybníkem. Západně od vesnice leží rybníky Branský a Tobolky a soustava menších rybníků se nachází zejména v severní části katastrálního území, podél jehož severovýchodní hranice protéká Zlatá stoka.
Severně od vesnice leží přírodní památka Branské doubí.

### Vodstvo
- Jamský (44 hektarů)
- Děkanec (22,5 hektaru)
- Tobolky (10 hektarů)
- Velké stavidlo (8 hektarů)
- Branský (5 hektarů)
- Nový (4 hektary)
- Štičí (3 hektary)
- Kapří (2,5 hektaru)
- Dubový (3 hektary)
- Chodec (2,5 hektaru)
- Ovčí (2,5 hektaru)
- Chodec (2,5 hektaru)
- Oborský (2 hektaru)
- Cizenecký (1,5 hektaru)
- Bahnitý (1,5 hektaru)
- Stavidlo pod Dubovým (1,5 hektaru)
- Lavičný (1 hektar)
- Podřezanská stoka

## Obyvatelstvo
| Rok            | 1869 | 1880 | 1890 | 1900 | 1910 | 1921 | 1930 | 1950 | 1961 | 1970 | 1980 | 1991 | 2001 | 2011 | 2021 |
| -------------- | ---- | ---- | ---- | ---- | ---- | ---- | ---- | ---- | ---- | ---- | ---- | ---- | ---- | ---- | ---- |
| Počet obyvatel | 527  | 513  | 493  | 506  | 531  | 529  | 486  | 432  | 419  | 383  | 376  | 347  | 325  | 328  | 368  |
| Počet domů     | 61   | 67   | 67   | 67   | 70   | 74   | 82   | 93   | 85   | 92   | 92   | 112  | 116  | 136  | 157  |

## Obecní správa
Při sčítání lidu v letech 1850–1980 Branná byla samostatnou obcí, se kterým patřila nejprve do okresu Třeboň, ale od roku 1960 v okrese Jindřichův Hradec. Od 1. července 1980 je částí města Třeboň v okrese Jindřichův Hradec.

## Doprava
Přes Brannou vede silice II. třídy č. 154 od Třeboňské Obory, dále přes Hrachoviště, Šalmanovice, Nové Hrady až do Kaplice.
Díky své poloze je v Branné, zejména v létě, oblíbena cyklistika a pěší turistika. Terén není náročný a v okolí je řada zajímavých míst. V obci je možno přenocovat. Jsou zde penziony, hostinec, kulturní dům a obchod.

## Hospodářství
Nedaleko Branné se nachází závod na těžbu rašeliny, která se zde i balíkuje (Rašelina Soběslav) a upravuje i pro oboje městské lázně v Třeboni, kde slouží pro zábaly a slatinové koupele, jako hlavní lázeňskou proceduru.

## Spolky

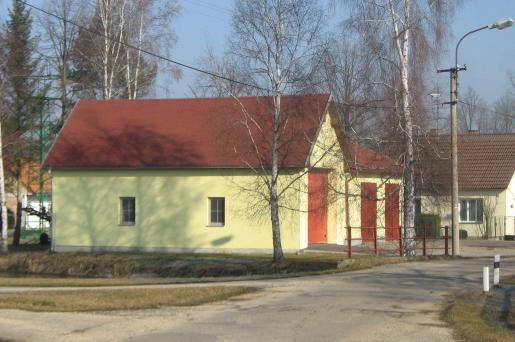
Požární zbrojnice

V obci je jednotka sboru dobrovolných hasičů. Sbor byl založen v roce 1897. V dnešní době sbor vlastní hasičského veterána Tatra 17/31, ruční stříkačku taženou koňmi, dopravní automobil WV Transporter a Škodu 706. Od roku 2005 je v majetku hasičů vůz CAS 25 Škoda 706. Dále sbor disponuje přenosnou stříkačkou PPS – 12. V obci působí JSDHO (Jednotka sboru dobrovolných hasičů obce) 3. stupně. Dále se sbor zúčastňuje soutěží v požárním sportu s jedním týmem žen a dvěma týmy mužů.

## Pamětihodnosti
- Kaple Nanebevzetí Panny Marie (1851)
- Památník padlým (1924)
- Výpustní roura (stáří více než 500 let)
- Památkově chráněné usedlosti čp. 6 a 20
- Stříkačka TATRA 17/31

Ves Branná se nachází v ochranném pásmu městské památkové rezervace Třeboň.

## Galerie

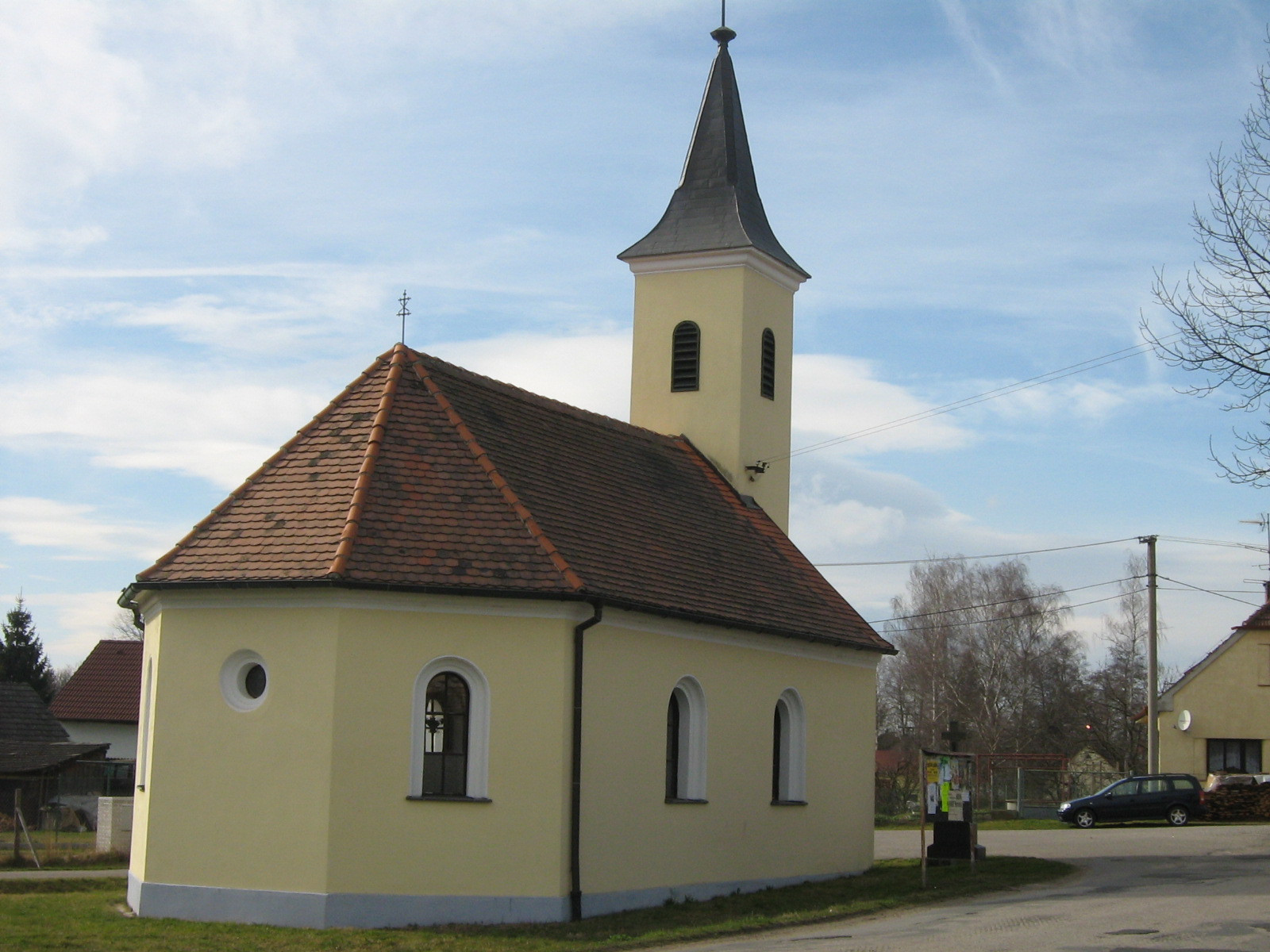
Kostel
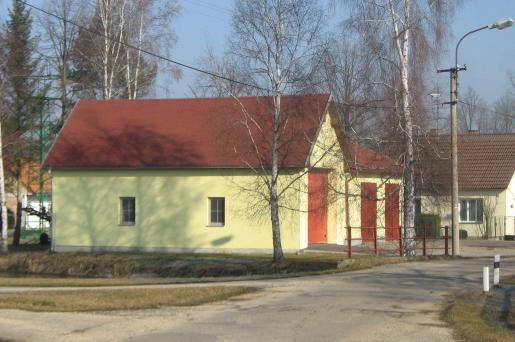
Požární stanice
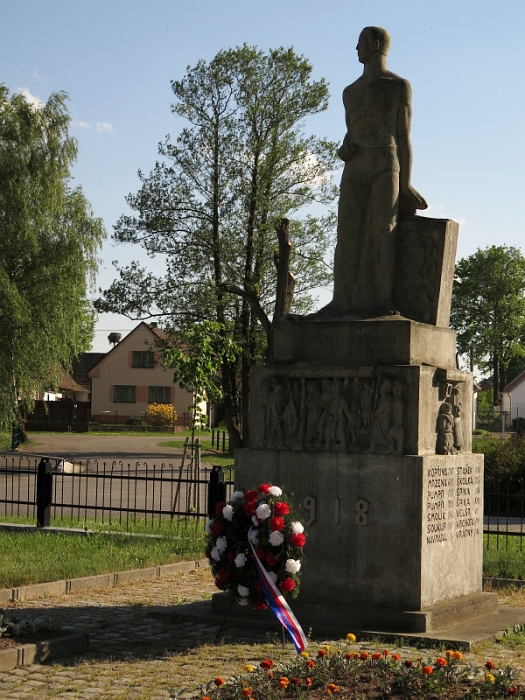
Pomník padlých I. světové války
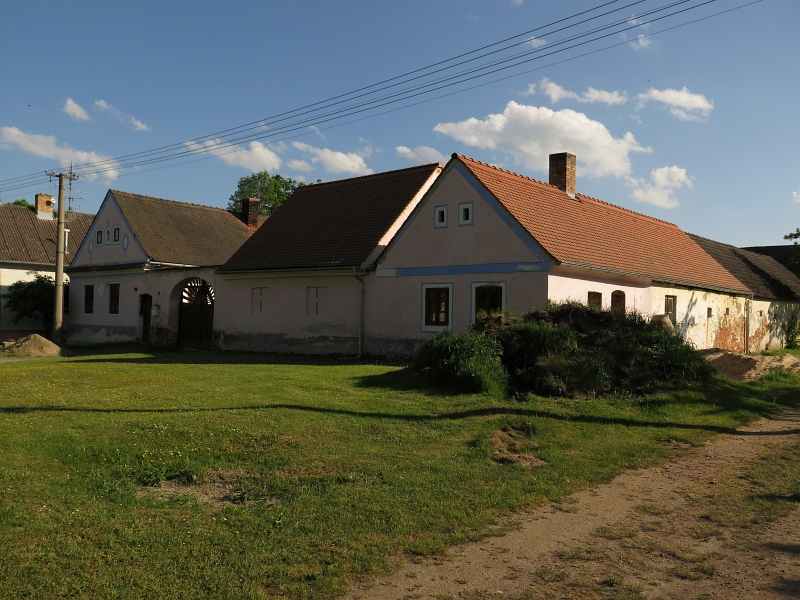
Usedlost čp.6
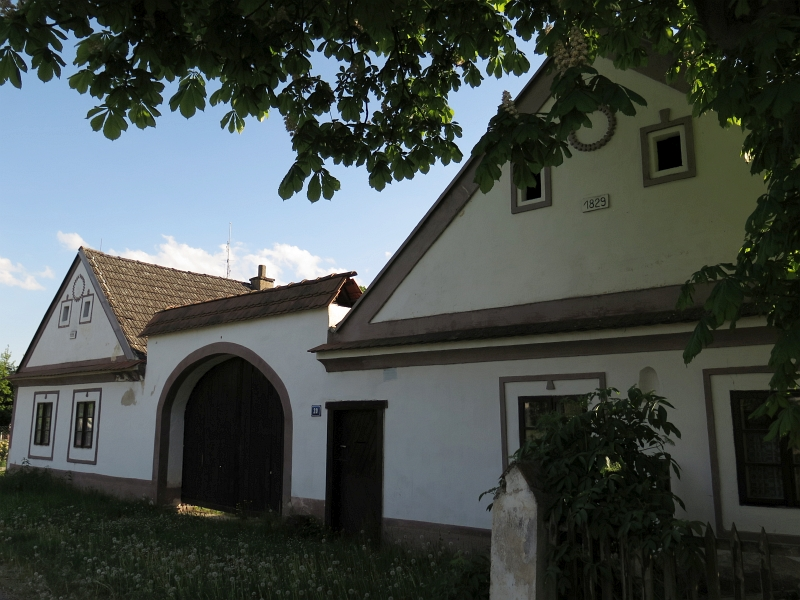
Usedlost čp.20